# Anakonda zielona
Anakonda zielona (Eunectes murinus) – gatunek węża z podrodziny boa (Boinae) w rodzinie dusicielowatych (Boidae), znany także jako anakonda olbrzymia. Jeden z największych węży na świecie, ale nie najdłuższy. Jest szeroko rozprzestrzeniony w północnej połowie Ameryki Południowej.

## Zasięg występowania
Wąż ten zamieszkuje głównie dorzecza Amazonki i Orinoko (występuje na terenie prawie całej Brazylii, Kolumbii i Wenezueli, jak również w rejonie Gujana, na Trynidadzie, we wschodnim Peru i Ekwadorze, północnej Boliwii i Paragwaju).

## Charakterystyka
Choć większe rozmiary osiąga pyton siatkowy, anakondy są znacznie cięższe i mogą osiągać nawet 250 kg masy ciała (jest to możliwe dzięki wodnemu środowisku – anakonda potrafi pływać z szybkością 20 km/godz. i trwać w zanurzeniu 20 minut), przy średnicy 30 cm i obwodzie 1 m. Samice są wyraźnie większe od samców. Samice średnio osiągają 4–4,5 m długości oraz masę 60–70 kg. Samce przeciętnie osiągają około 2,5–3 m, przy czym są znacznie szczuplejsze od samic. Bardzo rzadko spotkać można samicę mierzącą ponad 5 m i ważącą ponad 100 kg. Head i współpracownicy (2009) podają, że najdłuższa zmierzona anakonda, której pomiar jest weryfikowalny, mierzyła ok. 9 m długości.

## Pożywienie i polowanie
Anakondy czają się na zdobycz w wodzie lub jej pobliżu, po czym znienacka atakują. Przytrzymują pyskiem i owijają się wokół ofiary. Ściskając silnymi mięśniami, doprowadzają do zatrzymania krążenia krwi: gdy zwierzę próbuje się wyrwać lub złapać oddech, wąż zaciska sploty silniej. Po zabiciu połykają zdobycz w całości, zaczynając od głowy. Po obfitym posiłku anakonda nie czuje głodu przez kilka tygodni, a bez szkody dla zdrowia może nie jeść przez wiele miesięcy.

## Rozród
Przed okresem godów węże te zapadają w sen zimowy. Choć de facto w tej części świata zima nie występuje, podczas grudnia i stycznia opady są nieco mniejsze i anakondy chowają się do głębokich jezior, gdzie czerpią powietrze z wielkich pęcherzy powietrza. Samice odizolowane od samców mogą rozmnażać się partenogenetycznie.